# Martin Hole
Martin Hole (ur. 28 lipca 1959 w Geilo, zm. 20 lutego 2024) – norweski biegacz narciarski, brązowy medalista mistrzostw świata juniorów.

## Kariera
W 1979 roku wystąpił na mistrzostwach świata juniorów w Mont-Sainte-Anne, gdzie zajął siódme miejsce w biegu na 15 km techniką klasyczną, a w sztafecie zdobył brązowy medal. W Pucharze Świata pierwsze punkty zdobył 12 lutego 1983 roku w Sarajewie, zajmując 9. miejsce w biegu na 30 km. Nieco ponad trzy lata później, 8 marca 1986 roku w Falun wywalczył swoje jedyne podium w zawodach tego cyklu, kończąc rywalizację na tym samym dystansie na trzeciej pozycji. Wyprzedzili go jedynie dwaj Szwedzi: Thomas Wassberg i Thomas Eriksson. W klasyfikacji generalnej sezonu 1985/1986 zajął dziesiąte miejsce. W 1988 roku wziął udział w igrzyskach olimpijskich w Calgary, gdzie w biegu na 30 km zajął 31. miejsce. Był też ponadto jedenasty na dystansie 50 km techniką dowolną podczas mistrzostw świata w Oberstdorfie w 1987 roku oraz czternasty w biegu na 15 km na rozgrywanych dwa lata wcześniej mistrzostwach świata w Seefeld.

## Osiągnięcia

### Igrzyska olimpijskie
| Miejsce | Dzień     | Rok  | Miejscowość | Konkurencja             | Czas biegu | Strata  | Zwycięzca           |
| ------- | --------- | ---- | ----------- | ----------------------- | ---------- | ------- | ------------------- |
| 31.     | 15 lutego | 1988 | Calgary     | 30 km stylem klasycznym | 1:24:26,3  | +7:21,2 | Aleksiej Prokurorow |

### Mistrzostwa świata
| Miejsce | Dzień       | Rok  | Miejscowość | Konkurencja             | Czas biegu | Strata  | Zwycięzca        |
| ------- | ----------- | ---- | ----------- | ----------------------- | ---------- | ------- | ---------------- |
| 14.     | 22 stycznia | 1985 | Seefeld     | 15 km stylem klasycznym | 40:42,7    | +2:01,6 | Kari Härkönen    |
| 11.     | 21 lutego   | 1987 | Oberstdorf  | 50 km stylem dowolnym   | 2:11:27,2  | +6:46,8 | Maurilio De Zolt |

### Mistrzostwa świata juniorów
| Miejsce | Dzień     | Rok  | Miejscowość      | Konkurencja             | Wynik      | Strata   | Zwycięzca       |
| ------- | --------- | ---- | ---------------- | ----------------------- | ---------- | -------- | --------------- |
| 7.      | 16 lutego | 1979 | Mont-Sainte-Anne | 15 km stylem klasycznym | 43:51,76   | +1:01,34 | Thomas Eriksson |
| 3.      | 18 lutego | 1979 | Mont-Sainte-Anne | Sztafeta 3 × 10 km      | 1:28:33,10 | +1:13,28 | ZSRR            |

### Puchar Świata

#### Miejsca w klasyfikacji generalnej
- sezon 1982/1983: 45.
- sezon 1984/1985: 18.
- sezon 1985/1986: 10.
- sezon 1986/1987: 24.
- sezon 1987/1988: 30.

#### Miejsca na podium
| Nr | Dzień   | Rok  | Miejscowość | Konkurencja             | Czas biegu | Pozycja | Strata | Zwycięzca       |
| -- | ------- | ---- | ----------- | ----------------------- | ---------- | ------- | ------ | --------------- |
| 1. | 8 marca | 1986 | Falun       | 30 km stylem klasycznym | ?          | 3.      | ?      | Thomas Wassberg |